# Povls Bro
Povls Bro er enkeltbuet stenbro, som fører Hærvejen over Bjerndrup Mølleå syd for Urnehoved, nordvest for Kliplev i Sønderjylland. Broen har sit navn efter den tidligere hærvejskro Povls Kro nord for broen. Kroen blev af de handlende brugt som overnatning, mens okserne kunne græsse nede på markerne omkring Povls Bro. Bygningerne ligger stadig ud til Hærvejen, men indgår nu i en gård, med et herberg for vandreturister.
Broen er opført i 1844 som erstatning for en tidligere egetræsbro, oprindeligt opført i 1744. Egetræsbroen blev i 1780 erstattet af en ny træbro som også måtte repareres og udskiftes adskillige gange. Den 3,75 m lange og 5,00 m brede bro er en hvælvet selvbærende granitstensbro opført af råt tilhuggede granitkvadrer af forskellige størrelser. 1970 blev den restaureret og forstærket og fremstår nu helt som ved opførelsen i 1844. Broen er stadig i brug og fuld farbar - også for personbiler.
- Povls Bro fra siden
- Povls Bro
- Under broen
- Vejen over broen
- Povls Kro